# Patrik Pasma
Patrik Pasma (Oulu, Finlandia; 2 de marzo de 2000) es un piloto de automovilismo finlandés. En 2022 compitió en el Campeonato de Fórmula Regional Europea y en el Campeonato de Fórmula Regional Asiática.

## Carrera

### Inicios
Pasma comenzó su carrera en monoplazas en diferentes categorías de Fórmula Ford, principalmente en el Reino Unido, pero algunas en su país de origen, Finlandia. El Trofeo Walter Hayes, el Campeonato Junior de Fórmula Ford de Finlandia, el Campeones de Brands y el Trofeo Marcel Albers Memorial fueron algunas de las categorías en las que participa. El mejor resultado de Pasma fue un segundo puesto en el Trofeo Marcel Albers Memorial celebrado en el Circuito de Zandvoort, terminó detrás irlandés Stephen Daly.

### Eurocopa de Fórmula Renault
Para 2019, Pasma se mudó a la Eurocopa de Fórmula Renault con Arden. Junto a Frank Bird y Sebastián Fernández, Pasma logró un único podio en Nürburgring y terminó undécimo en la clasificación.

### Fórmula Regional

#### 2020
El finlandés cambió a KIC Motorsport para competir en la temporada inaugural delCampeonato de Fórmula Regional Europea. Después de una primera mitad de la temporada relativamente débil en la que solo logró lograr un podio, Pasma se reanimó en la segunda mitad y ganó cuatro carreras, subió al cuarto lugar en la clasificación y fue el piloto mejor clasificado que no conducía para el Prema Powerteam.

#### 2021

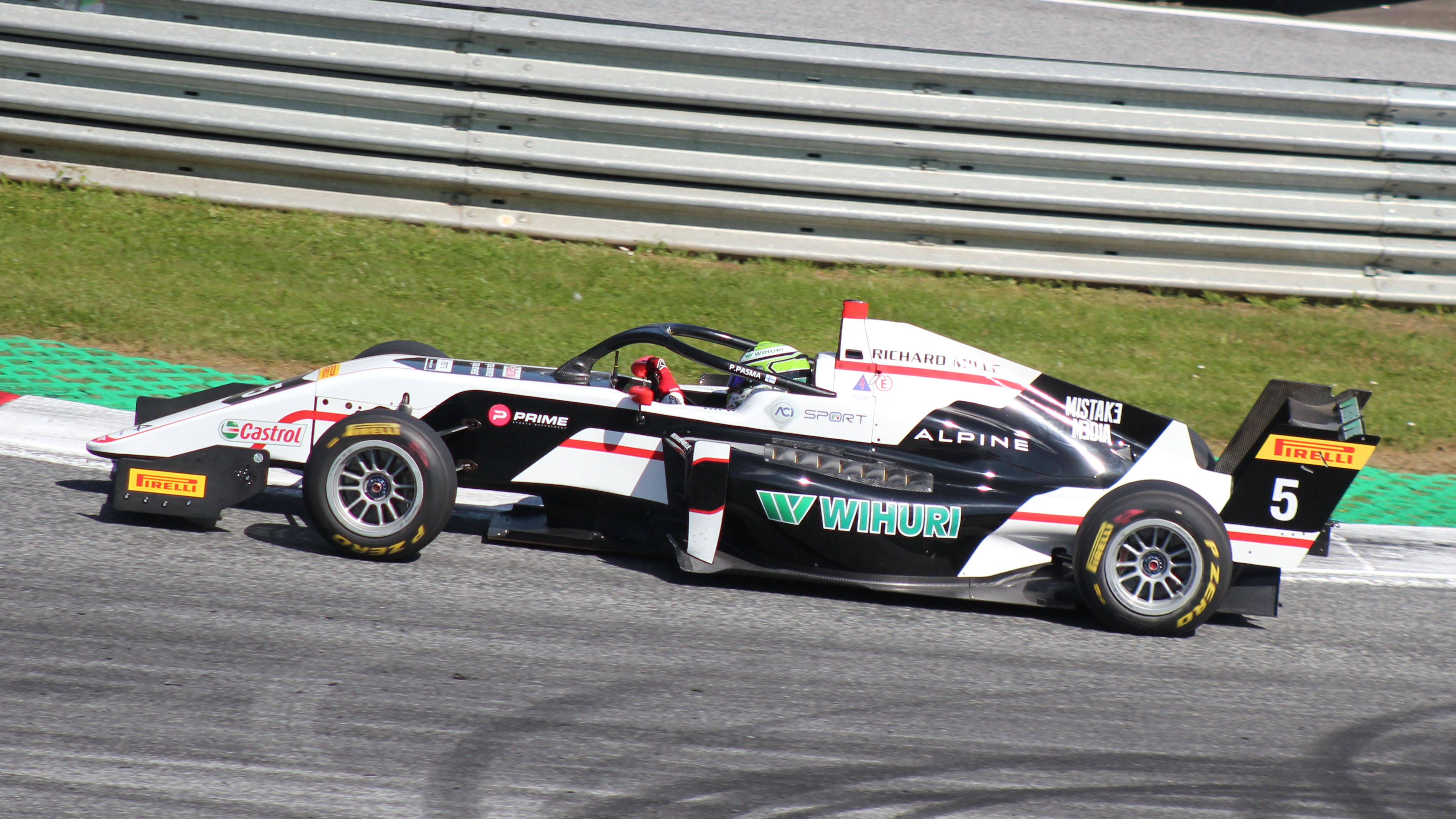
Pasma en el Red Bull Ring, 2021.

A principios de 2021, Pasma participó en el Campeonato Asiático de F3 con Evans GP. Después de otra primera mitad del año por debajo de la media, el finlandés experimentó una racha de cinco podios en las últimas cinco carreras, que incluyeron dos victorias, que lo ascendieron al cuarto lugar en la clasificación.
Pasma permaneció con KIC en el Campeonato de Fórmula Regional Europea para 2021. Sin embargo, después del sorpresivo retiro de Thomas ten Brinke de las carreras después de la ronda en Zandvoort, Pasma reemplazó al holandés en ART Grand Prix.[9] Terminó duodécimo en la clasificación, habiendo experimentado fortunas mixtas con ambos equipos.

#### 2022
En el invierno de 2022, Pasma regresó a Evans GP para competir en las últimas tres rondas del Campeonato de Fórmula Regional Asiática. Logrando ganar la carrera de parrilla invertida en el Autódromo de Dubái en la penúltima ronda y terminó la campaña en el undécimo lugar.
De nuevo volvería al Campeonato de Fórmula Regional Europea con KIC, pero solo durante la ronda de Imola, esto debido a que reemplazaba al polaco Piotr Wiśnicki.

### Fórmula 3
Pasma hizo su debut en el Campeonato de Fórmula 3 de la FIA en marzo de 2022, cuando participó en la prueba de pretemporada con Jenzer Motorsport.

## Resumen de carrera
| Temporada | Categoría                                | Equipo                       | Carreras | Victorias | Poles | VR | Podios | Puntos | Pos. |
| --------- | ---------------------------------------- | ---------------------------- | -------- | --------- | ----- | -- | ------ | ------ | ---- |
| 2016      | Campeones de Brands                      | N/A                          | 1        | 0         | 0     | 0  | 0      | N/A    | NC   |
| 2016      | Fórmula Ford Finlandesa                  | N/A                          | 3        | 0         | 0     | 0  | 1      | 21     | 8.º  |
| 2016      | Trofeo Walter Hayes                      | N/A                          | 3        | 0         | 0     | 0  | 0      | N/A    | 26.º |
| 2016      | Trofeo Marcel Albers Memorial            | N/A                          | 1        | 0         | 0     | 0  | 1      | N/A    | 2.º  |
| 2016      | Campeonato Nacional de Fórmula Ford 1600 | N/A                          | 16       | 0         | 0     | 1  | 1      | 168    | 7.º  |
| 2016      | Fórmula Ford Festival                    | N/A                          | 3        | 0         | 0     | 0  | 1      | N/A    | 11.º |
| 2016      | Fórmula Ford Super Series                | N/A                          | 1        | 0         | 0     | 0  | 0      | N/A    | NC   |
| 2017      | Campeonato de F4 Británica               | Carlin                       | 30       | 0         | 0     | 2  | 4      | 167.5  | 8.º  |
| 2017-18   | Campeonato de EAU de Fórmula 4           | Silberpfeil Energy Dubai     | 4        | 0         | 0     | 0  | 0      | 32     | 15.º |
| 2018      | Campeonato de F4 Británica               | TRS Arden Junior Racing Team | 30       | 2         | 5     | 2  | 11     | 315    | 6.º  |
| 2018-19   | MRF Challenge                            | MRF Racing                   | 14       | 3         | 2     | 2  | 5      | 186    | 3.º  |
| 2019      | Eurocopa de Fórmula Renault              | Arden                        | 20       | 0         | 0     | 0  | 1      | 65     | 10.º |
| 2020      | Campeonato de Fórmula Regional Europea   | KIC Motorsport               | 23       | 4         | 2     | 3  | 6      | 290    | 4.º  |
| 2021      | Campeonato Asiático de F3                | Evans GP                     | 15       | 2         | 0     | 1  | 5      | 146    | 4.º  |
| 2021      | Campeonato de Fórmula Regional Europea   | KIC Motorsport               | 10       | 0         | 0     | 0  | 0      | 56     | 12.º |
| 2021      | Campeonato de Fórmula Regional Europea   | ART Grand Prix               | 10       | 0         | 0     | 0  | 0      | 56     | 12.º |
| 2022      | Campeonato de Fórmula Regional Asiática  | Evans GP                     | 9        | 1         | 0     | 0  | 1      | 63     | 11.º |
| 2022      | Campeonato de Fórmula Regional Europea   | KIC Motorsport               | 2        | 0         | 0     | 0  | 0      | 0      | 36.º |
| Fuente:   |                                          |                              |          |           |       |    |        |        |      |

## Resultados

### Eurocopa de Fórmula Renault
(Clave) (negrita indica pole position) (cursiva indica vuelta rápida)

| Año  | Equipo | 1   | 1   | 2   | 2   | 3   | 3   | 4   | 4   | 5   | 5   | 6   | 6   | 7   | 7   | 8   | 8   | 9   | 9   | 10  | 10  | Pos  | Points |
| ---- | ------ | --- | --- | --- | --- | --- | --- | --- | --- | --- | --- | --- | --- | --- | --- | --- | --- | --- | --- | --- | --- | ---- | ------ |
| 2019 | Arden  | MNZ | MNZ | SIL | SIL | MON | MON | LEC | LEC | SPA | SPA | NÜR | NÜR | BUD | BUD | BAR | BAR | HOC | HOC | YMC | YMC | 10.º | 65     |
| 2019 | Arden  | 13  | 8   | 9   | 16  | 7   | 10  | 18  | 14  | 6   | 15  | 2   | 12  | 7   | 13  | 8   | 15  | 8   | 10  | 7   | 8   | 10.º | 65     |

### Campeonato de Fórmula Regional Europea
(Clave) (negrita indica pole position) (cursiva indica vuelta rápida)

| Año  | Equipo         | 1   | 1   | 1   | 2   | 2   | 2   | 3   | 3   | 3   | 4   | 4   | 4   | 5   | 5   | 5   | 6   | 6   | 6   | 7   | 7   | 7   | 8   | 8   | 8   | Pos. | Points |
| ---- | -------------- | --- | --- | --- | --- | --- | --- | --- | --- | --- | --- | --- | --- | --- | --- | --- | --- | --- | --- | --- | --- | --- | --- | --- | --- | ---- | ------ |
| 2020 | KIC Motorsport | MIS | MIS | MIS | LEC | LEC | LEC | SPI | SPI | SPI | MUG | MUG | MUG | MNZ | MNZ | MNZ | BAR | BAR | BAR | IMO | IMO | IMO | VLL | VLL | VLL | 4.º  | 290    |
| 2020 | KIC Motorsport | 2   | 4   | 5   | 5   | 6   | 5   | 4   | 5   | 6   | 8   | 9   | 4   | 1   | 4   | 1   | 4   | 4   | 8   | 6   | 1   | 1   | 2   | C   | 6   | 4.º  | 290    |

| Año  | Equipo         | 1   | 1   | 2   | 2   | 3   | 3   | 4   | 4   | 5   | 5   | 6   | 6   | 7   | 7   | 8   | 8   | 9   | 9   | 10  | 10  | Pos. | Puntos |
| ---- | -------------- | --- | --- | --- | --- | --- | --- | --- | --- | --- | --- | --- | --- | --- | --- | --- | --- | --- | --- | --- | --- | ---- | ------ |
| 2021 | KIC Motorsport | IMO | IMO | BAR | BAR | MON | MON | LEC | LEC | ZAN | ZAN | SPA | SPA | SPI | SPI | VAL | VAL | MUG | MUG | MNZ | MNZ | 12.º | 56     |
| 2021 | KIC Motorsport | 13  | 16  | 10  | 8   | 5   | 5   | 5   | 7   | Ret | 22  |     |     |     |     |     |     |     |     |     |     | 12.º | 56     |
| 2021 | ART Grand Prix |     |     |     |     |     |     |     |     |     |     | 5   | 11  | 17  | 10  | 33  | 22  | 16  | 18  | 16  | Ret | 12.º | 56     |
| 2022 | KIC Motorsport | MNZ | MNZ | IMO | IMO | MON | MON | LEC | LEC | ZAN | ZAN | BUD | BUD | SPA | SPA | SPI | SPI | BAR | BAR | MUG | MUG | 35.º | 0      |
| 2022 | KIC Motorsport |     |     | 24  | 23  |     |     |     |     |     |     |     |     |     |     |     |     |     |     |     |     | 35.º | 0      |